# Houghton Mifflin Harcourt
Houghton Mifflin Harcourt Company (vormals: Houghton Mifflin Harcourt Publishing Company) ist einer der führenden Bildungsverlage in den Vereinigten Staaten mit Sitz in Boston, Massachusetts. Zum 7. April 2022 wurde das Unternehmen an den Finanzinvestor Veritas Capital übernommen und von der Börse genommen.

## Geschichte
Er wurde 1832 von Henry Oscar Houghton und George Mifflin gegründet (als Houghton Mifflin). 2007 übernahmen sie Harcourt und hängten „Harcourt“ an den Firmennamen an. Heute beschäftigt der Verlag etwa 4500 Angestellte.

## Kritik
Im November 2007 geriet der Verlag unter schwere Kritik auf Grund seiner enormen Mitschuld an etlichen Rechen- und Druckfehlern in Grundschullehrbüchern (die überwiegend in Texas abgesetzt worden waren). Eine Untersuchung der Schulbehörde förderte 109.283 Fehler zu Tage, von denen alleine 86.026 Fehler (ca. 79 %) zu Lasten des Verlages gingen. Daraufhin wurde der Verlag mit einer Konventionalstrafe belegt, die für jeden Rechen- oder Druckfehler, der bis zum Februar 2008 nicht beseitigt wäre, mit 5000 Euro angesetzt war. Ob das Zeitfenster eingehalten werden konnte, ist nicht bekannt. Da in der Vergangenheit in ähnlichen Fällen zumeist alle Fehler rechtzeitig korrigiert werden konnten, ist davon auszugehen.